# المناوبة الأخيرة (فلم)
المناوبة الأخيرة (بالإنجليزية: Last Shift) هو فيلم رعب أمريكي لعام 2014 من إخراج أنتوني ديبلاسي. وكتابة ديبلاسي ، سكوت بويلي وبطولة جوليانا هاركافي.

## قصة
تقوم جوليانا هاركافي بدور ضابطة الشرطة الصاعد المكلّف بأخذ المناوبة الأخيرة في مركز للشرطة قبل إغلاقه بشكل دائم. أحداث غريبة دفعتها إلى الاعتقاد أنه قد تكون مسكونة.

## روابط خارجية
- مقالات تستعمل روابط فنية بلا صلة مع ويكي بيانات